# Lac de Massaciuccoli
Le lac de Massaciuccoli (italien : lago di Massaciuccoli) est un lac de la province de Lucques, dans la région Toscane, en Italie.

## Description
Sa surface est de 6,9 km2. Il est situé principalement dans la municipalité de Massarosa et en partie à Torre del Lago, paroisse  de Viareggio. C'est l'un des plus grands témoignages des grands marécages et marais qui couvraient autrefois  la plaine côtière de la Versilia. Le lac est connu dans les temps anciens sous le nom de Fossis Papirianis,  nom utilisé dans la Tabula Peutingeriana. 
Le compositeur Giacomo Puccini vivait dans une villa à Torre del Lago sur le côté ouest du lac, et chassait fréquemment autour du lac. Le nom du village voisin de Torre del Lago est parfois agrémenté du terme Puccini en son honneur. 
Le lac abrite la majeure partie du Cladium mariscus en Italie. Cependant, la végétation et la faune ont considérablement diminué depuis le XXe siècle, en raison de l'eutrophisation et de l'expansion de l'écrevisse de Louisiane.

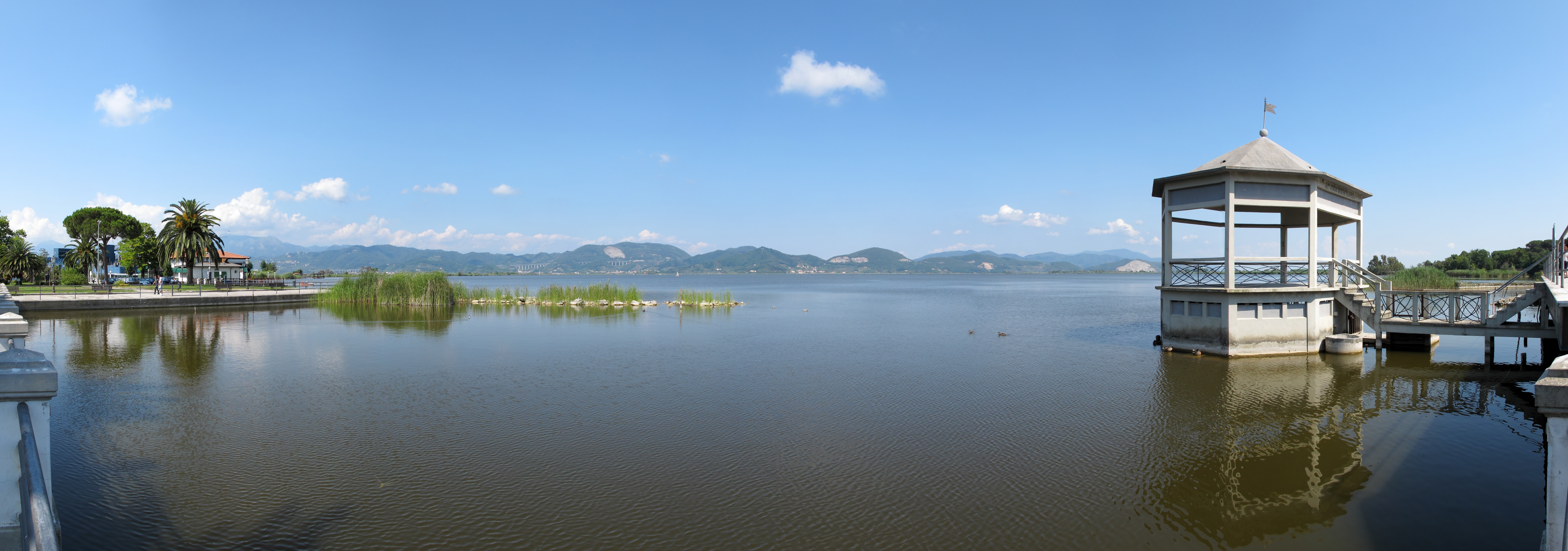
Torre del Lago Puccini.
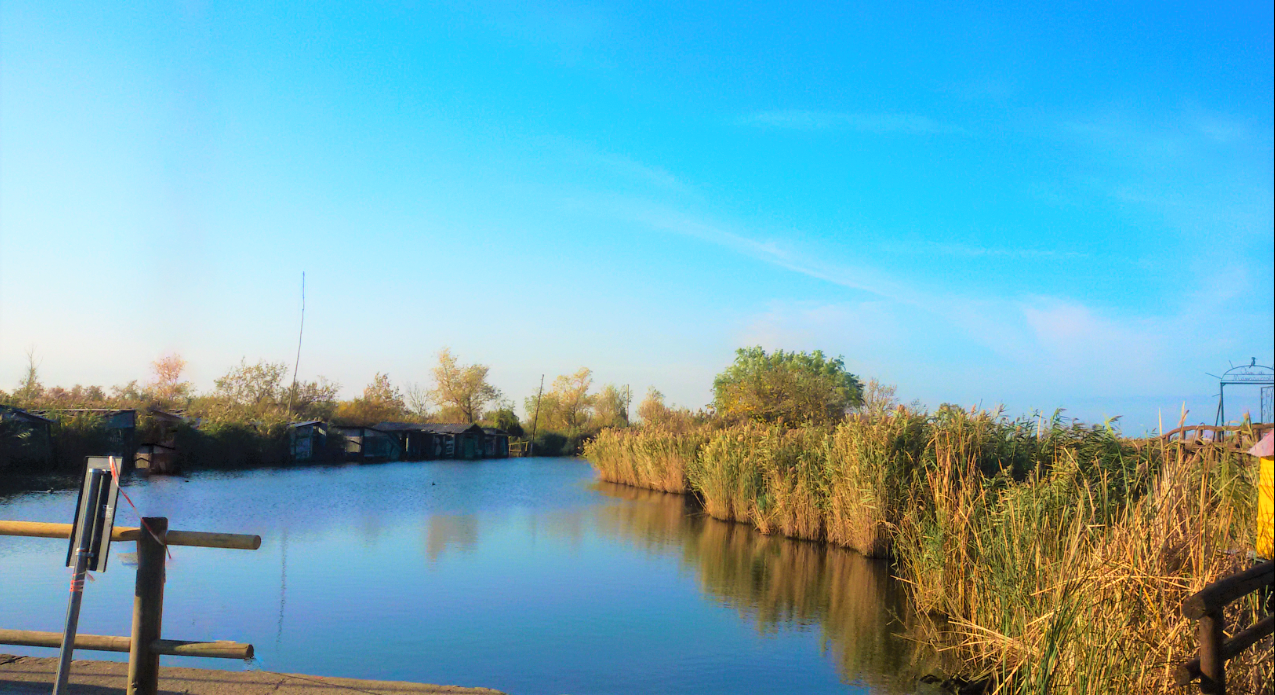
Vue sur le lac depuis Le port Massaciuccoli, près de Massarosa.